# Épénancourt
Épénancourt – miejscowość i gmina we Francji, w regionie Hauts-de-France, w departamencie Somma.
Według danych na rok 1990 gminę zamieszkiwało 118 osób, a gęstość zaludnienia wynosiła 34 osoby/km² (wśród 2293 gmin Pikardii Épénancourt plasuje się na 873. miejscu pod względem liczby ludności, natomiast pod względem powierzchni na miejscu 1009.).